# ギャラクシーエージェンシー
株式会社ギャラクシーエージェンシー（ぎゃらくしーえーじぇんしー、Galaxy Agency Inc.）は、大阪市西区に本社を持つ、インターネットメディア事業とインターネット求人広告事業を主とした企業である。大阪・東京などで求人広告サイトを運営している。
2015年に『akippa株式会社』に社名変更。

## 概要
2009年に代表の金谷元気が個人的に制作していた求人広告サイトの広告枠販売を行うために合同会社として設立した。
2011年に株式会社へ組織変更し、大阪限定だった求人広告サイトを関西全域と東京に展開した。この頃から代表を中心に、メディア出演が多くなった。
2014年にオンラインコインパーキングの『akippa』をリリース。
2015年に『akippa株式会社』に社名変更。

## 沿革
- 2009年2月 - 合同会社ギャラクシーエージェンシーを設立
- 2011年 - 株式会社ギャラクシーエージェンシーへ組織変更
- 2010年5月 - 成長企業100社に選出　[1]
- 2010年6月30日 - 代表の金谷元気を中心にFNNスーパーニュースアンカーに出演。
- 2010年7月6日 - 朝生ワイド す・またん!に出演。ラップ朝礼の話題時に、読売テレビアナウンサーである森武史は、同じくアナウンサーである川田裕美に向け、ディスリスペクト（dis）を用いたラップを披露し、爆笑となった。
- 2010年7月6日 - 代表の金谷元気がラップ朝礼の話題でクロノス (ラジオ番組)に出演。ＭＣを務める中西哲生もサッカーネタでラップを披露した。
- 2014年4月25日 - オンラインコインパーキングakippaをリリース。
- 2015年2月 - akippa株式会社に社名変更。